# 海倫島

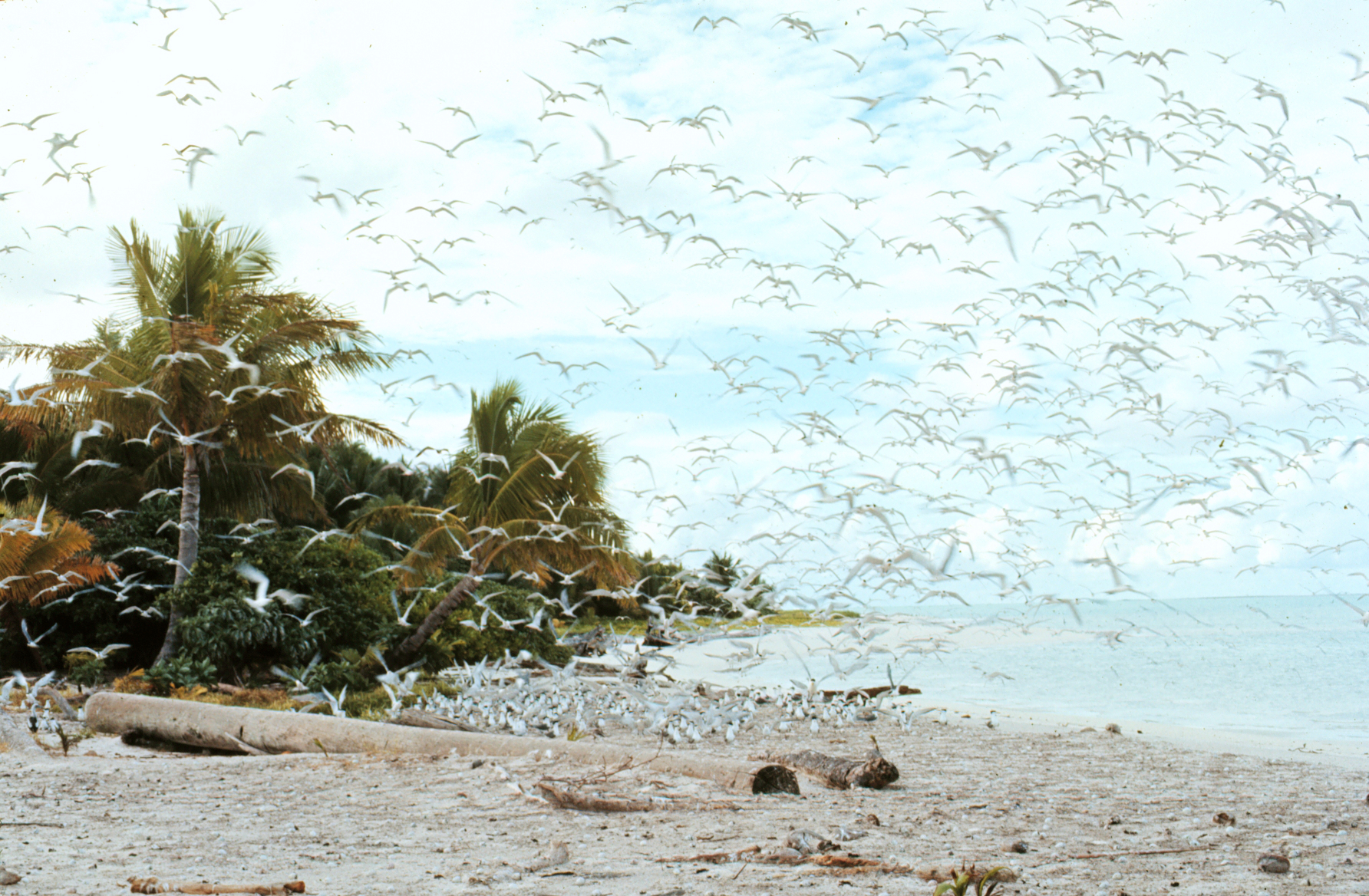
海倫島上的鳳頭燕鷗

海倫島（英語：Helen Island）是帛琉的島嶼，位於太平洋海域，受熱帶氣候影響，長0.6公里、寬0.3公里，面積0.03平方公里，最高點海拔高度6米，該島是海倫環礁唯一的島，有茂密的植被，島上人口僅3人。